# Перон (округ)
Перон (фр. Péronne) — округ (фр. Arrondissement) во Франции, один из округов в регионе О-де-Франс. Департамент округа — Сомма. Супрефектура — Перон.
Население округа на 2018 год составляло 94 041 человек. Плотность населения составляет 63 чел./км². Площадь округа составляет 1497,30 км².

## Состав
Кантоны округа Перон (с 1 января 2017 года):
- Альбер
- Ам
- Морёй (частично)
- Перон

Кантоны округа Перон (с 22 марта 2015 года по 31 декабря 2016 года):
- Альбер
- Ам
- Перон

Кантоны округа Перон (до 22 марта 2015 года):
- Альбер
- Ам
- Бре-сюр-Сомм
- Комбль
- Нель
- Перон
- Руазель
- Шольн